# إيفان ديكسون
إيفان ديكسون (بالإنجليزية: Ivan Dixon) مواليد 6 أبريل 1931 في نيويورك، الولايات المتحدة - الوفاة 16 مارس 2008 في تشارلوت، الولايات المتحدة، هو ممثل ومخرج ومنتج أمريكي بدأ مسيرته الفنية سنة 1957.

## الأعمال
- بورجي وبيس
- توايلايت زون
- بيري ماسون
- رقعة زرقاء
- هوجانز هيروز
- ذا والتونز
- غسيل السيارات
- كوينسي إم إي
- ترابر جون إم دي
- ماجنوم بي آي

## روابط خارجية
- إيفان ديكسون على موقع IMDb (الإنجليزية)
- إيفان ديكسون على موقع الموسوعة البريطانية (الإنجليزية)
- إيفان ديكسون على موقع ألو سيني (الفرنسية)
- إيفان ديكسون على موقع أول موفي (الإنجليزية)
- إيفان ديكسون على موقع قاعدة بيانات برودواي على الإنترنت (الإنجليزية)
- إيفان ديكسون على موقع قاعدة بيانات الأفلام السويدية (السويدية)
- إيفان ديكسون على موقع إن إن دي بي (الإنجليزية)
- إيفان ديكسون على موقع قاعدة بيانات الفيلم (الإنجليزية)
- إيفان ديكسون على موقع كينوبويسك (الروسية)